# The Paddington Frisk
The Paddington Frisk è un singolo del gruppo musicale britannico Enter Shikari, pubblicato il 4 aprile 2013. È il primo di una serie di tre singoli inediti pubblicati dalla band nel corso del 2013, poi raccolti nell'EP Rat Race.

## Video musicale
Il video ufficiale del brano è stato registrato dalla Kode Media a Londra tra febbraio e marzo 2013 sotto la direzione di Jamie Korn, e vede la band suonare durante un tipico game show giapponese in cui i protagonisti sono una giovane ragazza giapponese, una persona travestita da coccodrillo e la stessa band, che verso la fine del brano esegue alcuni siparietti con la ragazza. Il video termina con gli Enter Shikari che mostrano fieri il programma a un dirigente.

## Tracce
Testi di Rou Reynolds, musiche degli Enter Shikari.
Download digitale
1. The Paddington Frisk – 1:17

Vinile 7"
Lato A
1. The Paddington Frisk (Shikari Sound System Remix) – 2:12

Lato B
1. The Paddington Dub (Shikari Sound System Remix) – 5:15

## Formazione
Enter Shikari
- Rou Reynolds – voce, tastiera, sintetizzatore, programmazione
- Rory Clewlow – chitarra, voce secondaria
- Chris Batten – basso, voce secondaria
- Rob Rolfe – batteria, percussioni, cori

Produzione
- Enter Shikari – produzione
- Dan Weller – produzione
- Tim Morris – ingegneria del suono
- Forrester Lavell – missaggio

## Classifiche
| Classifica (2013) | Posizione massima |
| ----------------- | ----------------- |
| Regno Unito       | 128               |